# Dasyphora gussakovskii
Dasyphora gussakovskii är en tvåvingeart som beskrevs av Zimin 1947. Dasyphora gussakovskii ingår i släktet Dasyphora och familjen husflugor. Inga underarter finns listade i Catalogue of Life.